# 京都医疗技术短期大学
京都医疗技术短期大学（日语：／ Kyōto Iryōgijutsu Tankidaigaku *），简称医短，是过去一所位于日本京都府南丹市园部町的私立短期大学。

## 概要

### 简介
- 源流成立于1927年[1]。短期大学为于1989年开办[1]、由学校法人岛津学园经营。招生到于2006年[2]、停办于2011年。为男女同校从开办。

### 历史
- 1989年 京都医疗技术短期大学成立并同时设置一个学科即诊疗放射线技术学科[1]。
- 2006年 招生最后、次年停止招生（正式停办于2011年5月1日以后[2]）。

## 学校环境
- 校区：在了京都府南丹市园部町[注 1]

## 历任校长
- 花冈正男：第一代短期大学校长[3]。
- 高桥隆：最后短期大学校长[2]

## 组织

### 学科
- 诊疗放射线技术学科

### 专科
| - 没有 |

### 业余课程
| - 没有 |

## 相关链接
- 日本短期大学列表